# Micrommatos simplex
Micrommatos simplex är en tvåvingeart som beskrevs av Quate och Brown 2004. Micrommatos simplex ingår i släktet Micrommatos och familjen fjärilsmyggor.
Artens utbredningsområde är Costa Rica. Inga underarter finns listade i Catalogue of Life.